# Muzeum Fotografii w Janowie Lubelskim
Muzeum Fotografii w Janowie Lubelskim – prywatna placówka muzealna (w organizacji) gromadząca eksponaty z dziedziny fotografii, historii fotografii, techniki fotograficznej; prezentująca zabytkowy sprzęt fotograficzny oraz historyczną literaturę i prasę specjalistyczną.

## Charakterystyka
Zarejestrowane w Ministerstwie Kultury i Dziedzictwa Narodowego, prywatne Muzeum Fotografii w Janowie Lubelskim, utworzone w pomieszczeniach byłego studio fotograficznego Antoniego Florczaka – inicjatora, założyciela i właściciela placówki; w kwietniu 2014 roku. Celem działalności placówki jest udostępnienie, eksponowanie kolekcji zabytkowych aparatów fotograficznych, kamer, światłomierzy, lamp błyskowych, powiększalników, zabytkowego wyposażenia ciemni fotograficznej oraz innych starych akcesoriów fotograficznych; starych negatywów, starych fotografii – zbioru liczącego kilka tysięcy sztuk.   
Placówka prowadzi działalność edukacyjną - warsztaty fotograficzne dla dzieci, młodzieży i dorosłych. Tematyka spotkań to przede wszystkim historia fotografii, praca w ciemni fotograficznej (warsztaty praktyczne), kompozycja obrazu.   
Muzeum Fotografii w Janowie Lubelskim funkcjonuje również jako przestrzeń wystawiennicza, zarówno dla fotografii historycznej jak i współczesnej.   
Placówka otrzymała rekomendację Miejsca Przyjaznego Rowerzystom na Wschodnim Szlaku Rowerowym Green Velo.

## Ekspozycja
- fotografie
- negatywy
- aparaty fotograficzne
- lampy spaleniowe i błyskowe
- obiektywy
- światłomierze
- sprzęt ciemniowy
- sprzęt studyjny
- akcesoria fotograficzne
- kamery filmowe
- projektory filmowe
- albumy fotograficzne
- prasa fotograficzna
- książki o fotografii

Źródło